# Крепкий орешек Джейн
«Крепкий орешек Джейн» (англ. Painkiller Jane) — американо-канадский супергеройский телесериал, основанный на одноимённой серии комиксов издательства Event Comics. Вторая по счёту адаптация комикса после вышедшего двумя годами ранее фильма. Сериал транслировался в 2007 году и был закрыт после первого сезона, состоящего из 22 эпизодов. Главную роль в сериале исполнила Кристанна Локен.

## Сюжет
Главная героиня сериала, Джейн Васко — агент управления по борьбе с наркотиками. Позже Джейн вступает в команду агентов под руководством Андре Макбрайда, работающего на неизвестное правительственное агентство. Задача команды — обнаружение и уничтожение «нейро» — людей со сверхъестественными способностями.
В пилотном эпизоде Джейн выживает после падения с 46 этажа. Выясняется, что она имеет сверхъестественную способность — её тело быстро восстанавливается после любых полученных ею повреждений, что делает Джейн практически неуязвимой.

## Актёрский состав
- Кристанна Локен — Джейн Васко, главная героиня.
- Роб Стюарт — Андре Макбрайд, лидер специальной команды.
- Стивен Лобо — доктор Сет Карпентер, врач и учёный, работающий в команде.
- Ноа Дэнби — Коннор Кинг, полевой агент команды.
- Шон Оуэн Робертс — Райли Дженсен, специалист по компьютерам и связи, работающий в команде.
- Натаниль Дево — Джо Уотермен, бывший смотритель подземки, где базируется команда.
- Элейна Хаффман — Морин Боуэрс, лучшая подруга Джейн, перешла с ней в спецкоманду из полиции.